# Antifane di Macedonia
Antifane di Macedonia (dopo il 100 a.C. – prima del 41 d.C.) è stato uno scrittore greco antico.

## Biografia
Epigrammista della Corona di Filippo di Tessalonica, dal fatto che fosse incluso nella Ghirlanda di quest'ultimo, ma non di Meleagro, si può datare Antifane nel periodo compreso tra 100 a.C. e 41 d.C., ossia nell'intervallo tra i due antologisti.
Fu spesso confuso con Antifane di Megalopoli, epigrammista quasi omonimo. Comunque, a giudicare da stile e temi, Antifane dev'essere vissuto nella primissima età imperiale.

## Epigrammi
Di Antifane restano 10 epigrammi nell'Antologia Palatina. Come altri epigrammisti coevi, l'autore non si discosta da un'elegante versificazione e variatio di temi noti, rappresentando quella tendenza di "versificazione della retorica" tipica dell'epigramma greco del I secolo dell'Impero.
In effetti, i temi di Antifane sono abbastanza triti: si passa dalle grazie della bella Ino (I) ai casi tragici e malinconici di un pastore che annega in una barca e di una sposa uccisa da un cane nella sua prima notte di nozze (II-III). Un gruppo di epigrammi tratta della brevità della vita, sfruttando metafore e casi vari, come un bruco che mangia l'unica mela di un albero (IV) o la brevità della bellezza dei fiori (VII). Inoltre, un tedioso e superficiale moralismo aduggia lo stile lieve di Antifane, in epigrammi contro i colpevoli di delitti o di non vivere bene la loro vita (V. Sulle acque contaminate da mani sporche di sangue; VI, VIII. Su un uomo infelice; X. Il destino di un parricida). Abbastanza interessante, infine, per capire la brevitas e la levitas di Antifane è l'epigramma IX, contro gli anticallimachei .